# 鄭觀 (嘉靖進士)
鄭觀（1494年—？），字汝中，號龍潭，河南汝寧府光州人，民籍，明朝政治人物。

## 生平
嘉靖四年（1525年）乙酉科河南鄉試第十一名舉人，嘉靖八年（1529年）中式己丑科會試第一百五十名，二甲第七十名進士。授户部主事，十三年密雲管倉，十四年（1535年）组织修缮古北口仓。十六年监兑湖廣，升郎中。郑观与父亲郑选、兄长郑坤皆为进士，其家族有九座牌坊矗立于光州城内。

## 家族
曾祖鄭宏；祖父鄭瓚，贈戶部主事；父鄭選，平涼府知府。母藍氏（封安人）。具庆下。